# Ecuația lui Schrödinger

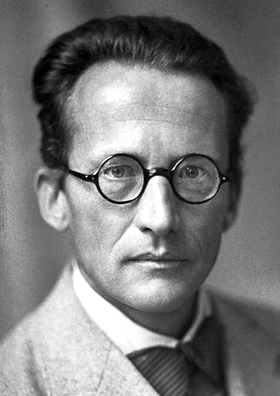
Erwin Schrödinger (1933)

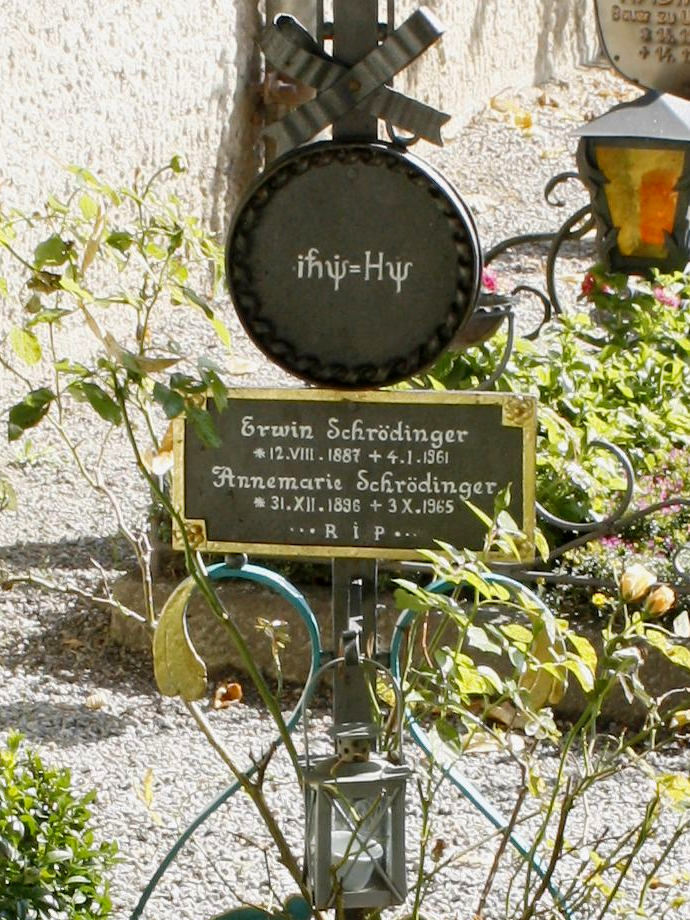
Ecuația lui Schrödinger, pe mormântul său din Alpbach.

Ecuația lui Schrödinger, publicată în 1926, este ecuația fundamentală a mecanicii cuantice nerelativiste în formularea Schrödinger, numită inițial mecanică ondulatorie. Ea este o ecuație cu derivate parțiale în variabilele poziție și timp, care determină funcția de undă (funcția de stare) asociată unei particule la scară atomică. Semnificația fizică a funcției de undă a fost indicată de Max Born în același an: pătratul modulului acestei funcții reprezintă densitatea de probabilitate de localizare a microparticulei. Această interpretare statistică nu a fost acceptată de Schrödinger, cu toate că rezultatele experimentale erau în acord cu ea. Școala de la Copenhaga a întărit-o, postulând că informația conținută în funcția de stare este completă, punct de vedere contestat de Albert Einstein, pentru care caracterul statistic ar deriva din existența unor „parametri ascunși” pe care mecanica cuantică îi ignoră.
Evoluția temporală a funcției de undă, conform ecuației lui Schrödinger, pune în evidență efecte tipic cuantice, cum este împrăștierea pachetelor de unde. În cazul stărilor staționare, ecuația lui Schrödinger independentă de timp înlesnește calculul nivelelor de energie ale atomilor și moleculelor.

## Argumentarea ecuației lui Schrödinger
În toamna anului 1925, într-un colocviu la ETH Zürich, Schrödinger a făcut o expunere asupra tezei de doctorat a lui Louis de Broglie, în care acesta lansase ipoteza că „oricărei particule materiale îi este asociată o undă reală”. În discuția care a urmat, Peter Debye a respins ideea acestei „unde de materie” ca fiind „copilărească”, întrucât „dacă ceva e o undă, trebuie să avem o ecuație de undă corespunzătoare”. Întors după o lungă vacanță petrecută în Alpi, Schrödinger a prezentat „o nouă teorie atomică”, într-un colocviu pe care l-a deschis cu cuvintele „Colegul Debye a sugerat că trebuie să avem o ecuație de undă; ei bine, eu am găsit una!” Ecuația și calculele privitoare la structura atomică bazate pe ea le-a publicat într-o serie de patru articole, în 1926.
Ecuația lui Schrödinger nu poate fi demonstrată sau derivată din concepte fizice fundamentale. „Ea a ieșit din intelectul lui Schrödinger, inventată în năzuința sa de a înțelege observații experimentale din lumea reală”, spunea Richard Feynman. Ea poate fi argumentată, pe baza unor considerații acceptate pentru o particulă liberă, și apoi generalizată la cazul unei particule într-un câmp de forță.
Unei particule libere de impuls {\displaystyle \mathbf {p} } și energie {\displaystyle E} bine determinate i se asociază o undă plană de forma
{\displaystyle \psi \left(\mathbf {x} ,t\right)\,=\,e\,^{{\frac {i}{\hbar }}\left(\mathbf {p} \mathbf {x} -Et\right)}\,,}
unde {\displaystyle \hbar } e constanta Planck redusă (ipoteza lui De Broglie). În mecanica clasică, mișcarea acestei particule decurge din hamiltonianul
{\displaystyle H\,=\,{\frac {\mathbf {p} ^{2}}{2m}}\,+\,V=\,E\,,}
unde {\displaystyle V\,} e energia potențială (constantă pentru o particulă liberă); hamiltonianul este o constantă a mișcării, cu o valoare egală cu energia {\displaystyle E\,}. Forma generală a undei asociate unei particule libere este o suprapunere liniară de unde De Broglie, cu toate valorile posibile ale impulsului și energiei (principiul superpoziției), deci ecuația de undă trebuie să fie liniară. Dată starea particulei la un moment inițial, starea ei la un moment ulterior trebuie să fie univoc determinată, deci ecuația de undă trebuie să fie de ordinul întâi în timp. Cu aceste puncte de plecare, un calcul direct de derivate, urmat de eliminarea parametrilor {\displaystyle \mathbf {p} } și {\displaystyle E\,}, conduce la ecuația
{\displaystyle -{\frac {\hbar ^{2}}{2m}}\Delta \psi +V\psi \;=i\hbar \;{\frac {\partial \psi }{\partial t}}\,,}
unde {\displaystyle \Delta \,} este operatorul laplacian.

## Ecuația lui Schrödinger pentru o particulă
Se postulează că ecuația obținută pentru funcția de undă {\displaystyle \psi \left(\mathbf {x} ,t\right)} este valabilă și pentru o particulă într-un câmp de forță, când energia potențială depinde de poziție și chiar de timp: {\displaystyle V=V\left(\mathbf {x} ,t\right)}. Se observă că această ecuație se obține din hamiltonianul clasic înlocuind formal impulsul și energia prin operatori aplicați asupra funcției de undă:
{\displaystyle \mathbf {p} \rightarrow -i\hbar \,grad,\quad E\rightarrow i\hbar {\frac {\partial }{\partial t}}\,.}
Definind operatorul hamiltonian ca
| {\displaystyle {\mathcal {H}}=-{\frac {\hbar ^{2}}{2m}}\Delta +V\left(\mathbf {x} ,t\right)\,,} |

ecuația lui Schrödinger pentru mișcarea unei particule se scrie sub forma generală
| {\displaystyle {\mathcal {H}}\psi \;=i\hbar \;{\frac {\partial \psi }{\partial t}}\,.} |

### Ecuația de continuitate
Un calcul direct bazat pe ecuația lui Schrödinger conduce la relația
{\displaystyle {\frac {\partial \left(\psi ^{*}\psi \right)}{\partial t}}=div\left[{\frac {\hbar }{2im}}\left(\psi ^{*}grad\,\psi -\psi \,grad\,\psi ^{*}\right)\right]\,,}
care este o ecuație de continuitate
{\displaystyle {\frac {\partial {\mathcal {P}}}{\partial t}}+div\,\mathbf {J} =0\,,}
pentru o mărime definită de funcția de undă în spațiul configurațiilor, cu densitate
{\displaystyle {\mathcal {P}}=\psi ^{*}\psi =|\psi |^{2}}
și densitate de curent
{\displaystyle \mathbf {J} ={\frac {\hbar }{2im}}\left(\psi ^{*}grad\,\psi -\psi \,grad\,\psi ^{*}\right)\,.}
Schrödinger nu a specificat natura fizică a acestei mărimi, pe care o bănuia legată de distribuția de materie sau de sarcină electrică a particulei. Integrând ecuația de continuitate pe un volum {\displaystyle {\mathcal {V}}} din spațiul configurațiilor și utilizând teorema lui Gauss, se obține
{\displaystyle {\frac {d}{dt}}\int _{\mathcal {V}}{\mathcal {P}}\,dV=-\int _{\mathcal {V}}div\,\mathbf {J} \,dV=-\oint _{\mathcal {S}}\mathbf {J} d\mathbf {S} \,,}
unde {\displaystyle {\mathcal {S}}} e suprafața închisă care delimitează volumul {\displaystyle {\mathcal {V}}}. În această formă integrală, devine aparent caracterul de lege de conservare al ecuației de continuitate: variația în timp a mărimii conținute într-un volum dat este egală cu fluxul acesteia (cu semn schimbat) prin suprafața închisă care delimitează acest volum.

### Interpretarea statistică a funcției de undă
Dacă funcția de undă descrește suficient de repede către zero pe suprafața de la infinit, integrala pe întreg spațiul {\displaystyle \scriptstyle \int _{\infty }{\mathcal {P}}dV} există, iar din ecuația de continuitate rezultă că e constantă în timp. Cum ecuația lui Schrödinger e liniară și omogenă, ea definește funcția de undă numai până la o constantă multiplicativă, a cărei valoare se fixează prin condiția de normare
| {\displaystyle \int _{\infty }\|\psi \left(\mathbf {x} ,t\right)\|^{2}\,dV=1\,.} |

Unda De Broglie nu îndeplinește această condiție, fiindcă particula de impuls și energie bine determinate, liberă să se îndepărteze către infinit, este un sistem fizic idealizat la extrem. O situație realistă este descrisă de un pachet de unde.
Semnificația fizică a funcției de undă a fost indicată de Max Born, care i-a dat o interpretare statistică: expresia
{\displaystyle |\psi \left(\mathbf {x} ,t\right)|^{2}\,dV}
reprezintă probabilitatea de localizare a particulei în elementul de volum {\displaystyle dV\,}, în jurul punctului de coordonate {\displaystyle \mathbf {x} } și la momentul {\displaystyle t\,}. Mărimile {\displaystyle {\mathcal {P}}} și {\displaystyle \mathbf {J} } sunt densitatea de probabilitate și densitatea curentului de probabilitate de localizare, iar condiția de normare la unitate exprimă certitudinea că particula se află, la orice moment, într-un punct din spațiu. Această interpretare se sprijină pe analiza experimentelor de difracție a microparticulelor, iar consecințele ei sunt în acord cu datele experimentale existente.
Schrödinger nu a acceptat această interpretare, căreia școala de la Copenhaga, grupată în jurul lui Niels Bohr, i-a adăugat afirmația că descrierea statistică dată de funcția de undă este completă, în sensul că ea conține în totalitate informația existentă asupra microparticulei. Într-o dispută cu Bohr, rămasă celebră, Albert Einstein a contestat acest punct de vedere, atribuind caracterul statistic unor parametri ascunși pe care mecanica cuantică îi ignoră.

### Stări staționare
Dacă hamiltonianul nu depinde explicit de timp, el reprezintă operatorul energiei; variabilele se separă în ecuația lui Schrödinger, iar funcția de undă, care descrie o stare staționară, are forma
{\displaystyle \psi \left(\mathbf {x} ,t\right)=u\left(\mathbf {x} \right)e^{-{\frac {i}{\hbar }}Et}\,.}
Constanta de separare {\displaystyle E} se determină rezolvând ecuația lui Schrödinger independentă de timp
{\displaystyle {\mathcal {H}}\,u\left(\mathbf {x} \right)=E\,u\left(\mathbf {x} \right)\,,}
cu condiția suplimentară
{\displaystyle \int _{\infty }|u\left(\mathbf {x} \right)|^{2}\,dV=1\,.}
Soluțiile nebanale ale acestei probleme de valori proprii furnizează nivelele de energie ale particulei.

## Ecuația lui Schrödinger pentru un sistem de particule
Funcția de undă pentru un sistem de {\displaystyle n\,} particule depinde de coordonatele acestora în spațiul configurațiilor:
{\displaystyle \psi =\psi \left(\mathbf {x} _{1},...,\mathbf {x} _{n}\right)\,.}
Ecuația lui Schrödinger are forma generală {\displaystyle \scriptstyle {\mathcal {H}}\psi =i\hbar {\frac {\partial \psi }{\partial t}}}, unde hamiltonianul se obține sumând energiile cinetice ale particulelor (de mase {\displaystyle m_{1},...,m_{n}}), plus energia potențială de interacțiune, dependentă de coordonatele acestora (iar în cazul stărilor nestaționare și de timp):
{\displaystyle {\mathcal {H}}=-\sum _{i=1}^{n}{\frac {\hbar ^{2}}{2m_{i}}}\Delta _{i}+V\left(\mathbf {x} _{1},...,\mathbf {x} _{n},t\right)\,.}
Pentru particulele cu spin diferit de zero, funcția de undă va depinde, pe lângă variabilele de poziție, și de variabilele de spin, iar energia potențială va conține și termeni corespunzători interacțiilor de spin. În cazul particulelor identice, funcția de undă trebuie să fie simetrică sau antisimetrică, după cum particulele sunt bosoni sau fermioni.